# ヒトツ
ヒトツ（英:Hitotsu）は、オーストラリアで生産・調教された競走馬。主な勝ち鞍は2021年ヴィクトリアダービー、2022年オーストラリアンギニー、オーストラリアンダービー。
日本の競走馬モーリスがシャトル種牡馬としてオーストラリアで繋養されていた時に生産された産駒である。

## 競走馬時代

### デビュー前
2020年ゴールドコーストで開催されるマジックミリオンセールので、馬主ケヴィン・ペインの代理として調教師ウェンディ・ケリーによって10万ドルで落札された。

### 2020/2021シーズン
調教師ケリーは、モーリスの繁殖が示唆するように「3歳でおそらく中距離の方が良いだろう」とする一方、当馬の早熟と競走の準備の出来ていることが示されたとして、コーフィールド競馬場の2歳重賞ブルーダイヤモンドプレリュードの牡馬・騸馬対象レースでデビューすることを決定した。「ブルーダイヤモンド」がヒトツに短すぎることは分かっていたが、これは一流競走の重圧に慣れさせ、3歳となるための準備をさせることを目的としていたとしたという。
2021年2月6日、ブルーダイヤモンドプレリュード (C&G) （G3）でデビューし、ブルーダイヤモンドプレビューから連勝した1番人気ジェネラルボウから3.2馬身差の7着に敗れた。
次いで2月20日にブルーダイヤモンドS（G1）に出走し、重賞初挑戦のアルトリウスの10着に敗れた。
フレミントン競馬場で開催されるサイアーズプロデュースS（G2）にも出走したが、ライトセーバーの6着に敗れた。

### 2021/2022シーズン～2022/2023シーズン
馬主として、部分所有者のほか、「日本産馬の大ファン」というオジー・キールが加わり、以後ヒトツはキールの勝負服で出走することになる。また、調教師が、3,635,650ドルを稼いだアウェイゲームやGⅠ2勝を挙げたエクスプローシヴジャックなどを手掛けたキアロン・マーハーおよびデーヴ・ユースタスへと変更された。
未勝利戦を勝って初勝利を挙げ。次いで出走したコーフィールドギニー（G1）はアナモーの5着。
10月30日のヴィクトリアダービー（G1）では1番人気に推され、後方からの追い込みで3番人気アレグロンを捉えて勝利し、G1初勝利を飾った。コーフィールドギニーから直行してヴィクトリアダービーを勝ったのは1956年のモンテカルロ以来となる。前の調教師ケリーは、自らは馬主ペインに対していつも「彼はダービー馬になるでしょう」と語ったと回想し、「非常に誇りに思う」とした。
続いて2022年3月5日のオーストラリアンギニー（G1）に出走し、5番人気に支持される。最内枠からラチ沿いで脚を溜め、直線では粘るライトセーバーを交わし、G1競走2連勝を飾った。Soft6の重馬場で行われたため、鞍上ジョン・アレン騎手は「彼は馬場に少々苦労していた」としながらも、「明らかにトップ（コンディション）の馬場の方がいいと思うけど、彼のタフネスがゴールにたどりつかせたし、他の馬より最後まで余力があったよ」と語った。なお、2500mのヴィクトリアダービーから1600mのオーストラリアンギニーへ直行して連勝を果たしたのは史上初であった。
示唆されていたオールスターマイルおよびローズヒルギニーを回避し、4月2日、オーストラリアンダービー（G1）に出走。1番人気に支持されたレースでは、中団後方から追走すると迎えた直線で3頭による叩き合いを制し、2着ベノーに0.36馬身差を付けて勝利した。ヴィクトリアダービーとオーストラリアダービーの両制覇はダルシファイとマホガニーに次ぐ史上3頭目、ヴィクトリアダービー、オーストラリアンギニー、オーストラリアンダービーの3連勝は史上初であった。鞍上アレンはレース以前にも「このコンディションにうまく対応できるかどうかが問題だ」と馬場状態を不安要素に挙げていたが、レース後には「彼は（豪）ギニーを勝つために踏ん張らなければならなかったが、今日もまただった」と、ヒトツがHeavy9の不良馬場に苦しんだことに触れた。
次走として当面の目標はコックスプレート、その後はジャパンカップ又はメルボルンカップへの出走を検討していると表明。ジャパンカップについてはヒトツと同厩舎だったサードラゴネットが目標にしていたレースであること、日本馬であるモーリスの産駒が日本で最強を誇る馬とレースで競い合い、これに勝利すればヒトツの価値が上がるためとしている。
5月23日、左前脚繋靭帯負傷によりジャパンカップ遠征を含めた出走予定は白紙となったことが発表された。
その後、復帰へ向けて調整が進められていたが再び脚部不安を発症したため、2023年1月31日に現役を引退することが発表された。引退後は父モーリスの繋養先であるオーストラリアニューサウスウェールズ州のアローフィールドスタッドで種牡馬入りする。

## 競走成績
以下の情報は、Racing Post、RACING.COMによる。
| 競走日 | 競走日 | 競馬場         | 競走名                               | 格 | 頭数 | 枠番 | 馬番 | 人気 | 着順 | 騎手             | 距離馬場          | タイム   | 着差      | 1着馬（2着馬） |
| ------ | ------ | -------------- | ------------------------------------ | -- | ---- | ---- | ---- | ---- | ---- | ---------------- | ----------------- | -------- | --------- | -------------- |
| 2021.  | 02.06  | コーフィールド | ブルーダイヤモンドプレリュード (C&G) | G3 | 11   | 5    | 11   | 10   | 07着 | C.ニューイット   | 芝1100m（Good4）  | -        | 3馬身 1/4 | General Beau   |
|        | 02.20  | コーフィールド | ブルーダイヤモンドS                  | G1 | 14   | 11   | 11   | 13   | 10着 | D.ストックハウス | 芝1200m（Good3）  | -        | 5馬身 1/4 | Artorius       |
|        | 03.06  | フレミントン   | サイアーズプロデュースS              | G2 | 14   | 5    | 10   | 4    | 06着 | C.ニューイット   | 芝1400m（Good4）  | -        | 3馬身 1/2 | Lightsaber     |
|        | 09.12  | ドナルド       | 未勝利戦                             |    | 12   | 1    |      | 1    | 01着 | J.アレン         | 芝1350m（Good4）  | 01:20:94 | 1馬身 3/4 | （Commander）  |
|        | 10.09  | コーフィールド | コーフィールドギニー                 | G1 | 15   | 3    | 17   | 5    | 05着 | B.アレン         | 芝1600m（Good3）  | -        | 2馬身 3/4 | Anamoe         |
|        | 10.30  | フレミントン   | ヴィクトリアダービー                 | G1 | 16   | 6    | 9    | 1    | 01着 | J.アレン         | 芝2500m（Good4）  | 02:37:32 | 1馬身 3/4 | （Alegron）    |
| 2022.  | 03.05  | フレミントン   | オーストラリアンギニー               | G1 | 15   | 1    | 1    | 5    | 01着 | J.アレン         | 芝1600m（Soft6）  | 01:36:83 | 1/2馬身   | (Lightsaber)   |
|        | 04.02  | ランドウィック | オーストラリアンダービー             | G1 | 18   | 4    | 1    | 1    | 01着 | J.アレン         | 芝2400m（Heavy9） | 02:39.39 | クビ      | （Benaud）     |

## 血統表
| ヒトツの血統                | ヒトツの血統                                | ヒトツの血統                                | （血統表の出典）                            | （血統表の出典）    |
| 父系                        | ロベルト系                                  | ロベルト系                                  | ロベルト系                                  | [ § 2 ]             |
| 父 モーリス 2011 鹿毛       | 父の父スクリーンヒーロー 2004 栗毛          | *グラスワンダー                             | Silver Hawk                                 | Silver Hawk         |
| 父 モーリス 2011 鹿毛       | 父の父スクリーンヒーロー 2004 栗毛          | *グラスワンダー                             | Ameriflora                                  |                     |
| 父 モーリス 2011 鹿毛       | 父の父スクリーンヒーロー 2004 栗毛          | ランニングヒロイン                          | *サンデーサイレンス                         | *サンデーサイレンス |
| 父 モーリス 2011 鹿毛       | 父の父スクリーンヒーロー 2004 栗毛          | ランニングヒロイン                          | ダイナアクトレス                            |                     |
| 父 モーリス 2011 鹿毛       | 父の母メジロフランシス 2001 鹿毛            | *カーネギー                                 | Sadler's Wells                              | Sadler's Wells      |
| 父 モーリス 2011 鹿毛       | 父の母メジロフランシス 2001 鹿毛            | *カーネギー                                 | Detroit                                     |                     |
| 父 モーリス 2011 鹿毛       | 父の母メジロフランシス 2001 鹿毛            | メジロモントレー                            | *モガミ                                     | *モガミ             |
| 父 モーリス 2011 鹿毛       | 父の母メジロフランシス 2001 鹿毛            | メジロモントレー                            | メジロクインシー                            |                     |
| 母 Love Is Fickle 2011 鹿毛 | 母の父Redoute's Choice 1996 鹿毛            | *デインヒル                                 | Danzig                                      | Danzig              |
| 母 Love Is Fickle 2011 鹿毛 | 母の父Redoute's Choice 1996 鹿毛            | *デインヒル                                 | Razyana                                     |                     |
| 母 Love Is Fickle 2011 鹿毛 | 母の父Redoute's Choice 1996 鹿毛            | Shantha's Choice                            | Canny Lad                                   | Canny Lad           |
| 母 Love Is Fickle 2011 鹿毛 | 母の父Redoute's Choice 1996 鹿毛            | Shantha's Choice                            | Dancing Show                                |                     |
| 母 Love Is Fickle 2011 鹿毛 | 母の母She's A Meanie 1995 青鹿毛            | Prince Salieri                              | Salieri                                     | Salieri             |
| 母 Love Is Fickle 2011 鹿毛 | 母の母She's A Meanie 1995 青鹿毛            | Prince Salieri                              | Caitie's Kingdom                            |                     |
| 母 Love Is Fickle 2011 鹿毛 | 母の母She's A Meanie 1995 青鹿毛            | Shekanwin                                   | Musical Phantasy                            | Musical Phantasy    |
| 母 Love Is Fickle 2011 鹿毛 | 母の母She's A Meanie 1995 青鹿毛            | Shekanwin                                   | Brauner Flight                              |                     |
| 母系(F-No.)                 | (FN:C4)                                     | (FN:C4)                                     | (FN:C4)                                     | [ § 3 ]             |
| 5代内の近親交配             | Danzig 5×4=9.38%、Northern Dancer 5×5=6.25% | Danzig 5×4=9.38%、Northern Dancer 5×5=6.25% | Danzig 5×4=9.38%、Northern Dancer 5×5=6.25% | [ § 4 ]             |
| 出典                        | 1. 2. 3. 4.                                 | 1. 2. 3. 4.                                 | 1. 2. 3. 4.                                 | 1. 2. 3. 4.         |